# Илань (Илань)
Ила́нь (кит. трад. 宜蘭, пиньинь Yílán) — город уездного подчинения на острове Тайвань, административный центр уезда Илань.

## История
Долгое время это были земли, населённые народностью кавалан. В 1812 году был образован Каваланский комиссариат (噶玛兰厅), подчинённый Тайваньской управе, и в этих местах разместилась администрация комиссариата. В 1813 году административные здания были обнесены крепостной стеной со рвом, и административный центр комиссариата Кавалан стал постепенно развиваться.
В связи с ростом численности китайского населения Тайваня в 1876 году в северной части острова была образована новая Тайбэйская управа (臺北府), а Каваланский комиссариат был преобразован в уезд Илань Тайбэйской управы.
В 1895 году Тайвань был передан Японии, и японцы установили свою систему административно-территориального деления. Уезд Илань был поначалу ликвидирован, а его земли были включены в состав уезда Тайхоку (臺北縣). В 1897 году здесь был вновь образован отдельный уезд Гиран (宜蘭廳).
В 1920 году на Тайвань была распространена структура административного деления собственно японских островов, и были введены префектуры-сю (州) и уезды-гун (郡); эти земли стали уездом Гиран (宜蘭郡) префектуры Тайхоку (臺北州). В 1940 году посёлок Гиран (宜蘭街) был выведен из состава уезда и стал городом Гиран (宜蘭市), подчинённым напрямую властям префектуры Тайхоку. В годы Второй мировой войны Гиран был базой «камикадзе».
После капитуляции Японии в 1945 году Тайвань был возвращён под юрисдикцию Китая; префектура Тайхоку стала уездом Тайбэй (臺北縣), а город Гиран префектуры Тайхоку — городом Илань уезда Тайбэй.
В результате реформы административно-территориального деления 10 октября 1950 года из уезда Тайбэй был вновь выделен уезд Илань; город Илань оказался в составе нового уезда.